# 日本开拓团民亡者名录墙
日本开拓团民亡者名录墙，是中国黑龙江省方正县人民政府为纪念抗日战争末期在方正县境内死去的日本开拓团团民老幼，在方正县中日友好园林中设立的一面死者名录墙，並獲得中國外交部的批准，根據項目的說法與目的，本是為了警醒後人戰爭對百姓的苦果，並彰顯中國的大氣與度量而立碑。不過此举在中国大陆民間引起巨大争议和反对，有评论称之为国耻。2011年8月3日，五位中国网民绕过看守警察进入不对中国人开放的中日友好园林中对该墙实施破坏。8月6日，发现此墙已经被拆除，去向不明。

## 背景

### “开拓团”
九一八事件后，日本政府开始招募本国国民向中国东北地区大规模移民。1932年到1945年，日本向东北派遣900多个开拓团，移民22万人。开拓团团民被认为是“不穿军服的侵略者 ”。
1945年8月15日日本无条件投降后，一万五千名开拓团民取道方正县回国，被困于方正县。第二年春，因严寒、饥饿和疾病等原因，四千余人死亡。余下的开拓团民除回到日本外，还有五千人留在方正。1946年3月，方正县政府组织当地民众收集尸体，运往炮台山东侧火化后就地掩埋。
1963年5月，经国务院批准，黑龙江省人民政府拨款1万元在今吉兴水库东侧兴修公墓，将开拓团民遗骨迁葬于此，即“方正地区日本人公墓”。1973年，因故黑龙江省人民政府再次拨款5万元将公墓迁至现址。公墓内葬有近五千开拓团民的遗骨。
受当年遗留中国的开拓团员影响，方正县26万人口中，和日本相关联的华侨、华人、归侨、侨眷达到11万，占总人口42.3%。其中定居在日本的华侨、华人为4.2万人，归侨和侨眷为6.8万人。

### 中国大陆抗日战争纪念性建筑名稱爭議
自1930年代开始，中华民国国民政府为纪念抗日战争中的牺牲者，开始修建相关纪念性建筑，如位于首都南京的国民革命军阵亡将士公墓、湖南衡阳的南岳忠烈祠等。而日本和满洲国方面为己方牺牲者亦有建有建国忠灵庙、新京忠灵塔等建筑。随着侵华日军对中国占领区的扩大，一些处于沦陷区的建筑遭到日军破坏。后，国民政府对受到日军破坏的建筑进行修复，并建造新的建筑，如湖南怀化的芷江受降纪念坊。
1949年10月，中国共产党建立中华人民共和国，中华民国政府失去对中国大陆的控制。民国政府修建的抗战纪念性建筑中，一些遭到破坏，另一些则被改为它用，如重庆的“抗战胜利纪功碑”改为“重庆人民解放纪念碑”，用以纪念中国人民解放军占领重庆。1980年代，中华人民共和国政府开始对部分遭到破坏的抗日战争纪念建筑进行修复，并建造新的建筑，如北京的中国人民抗日战争纪念馆、南京的侵华日军南京大屠杀遇难同胞纪念馆等。至日本开拓团民亡者名录墙建成前，中华人民共和国政府没有为日军或相关日本人士修建纪念性建筑。
除此中日友好园林外，目前在中国大陆，为抗日战争中日本死亡者立碑的墓葬仅存云南保山国殇墓园一处。1945年建成的国殇墓园中，有出于人道主义考虑为日军阵亡军官建立的墓地，但碑名为“倭冢”。常德会战时，中国军队曾集中掩埋日军尸体，所立碑名为“倭寇尸九百八十八具冢”。
2011年侵华日军南京大屠杀遇难同胞纪念馆开设微博，使用名称为“南京大屠杀纪念馆”，因措辭不夠強烈省略掉“侵华日军”和“遇难同胞”，而引起部分民众争议與質疑館方立場親日，但實際上是因為微博名称字数限制導致。

## 建设
方正县投资50万元在中日友好园林中建设两个名录墙，分别是“日本开拓团民亡者名录”“中国养父母逝者名录”，事實上已经得到中华人民共和国外交部的允许。2007年方正县政府开始逐级申报中国有关部门，利用两年时间筹集资金，至2011年7月建立起名录墙。28日，日本国驻沈阳总领事松本盛雄观看建成的名录墙。
墙体长6.9米，高3.8米，由汉白玉和青石修建而成。

### 墙体文字
墙体正面刻有序言，序言两侧则分别刻有两段文字。
日本開拓團民亡者名錄牆序言全文：
1945年日本戰敗投降，日本開拓團民15000餘人集結方正，欲取道回國。因飢寒流疾，有5000餘人歿於荒郊野外，簡而掩埋。其間歷經近二十年，方正人民不忍其屍骨散落於荒野，遂以仁善之心將其集整。1963年，國務院總理周恩來批准建設『方正地區日本人公墓』，將屍骨埋於墓中。1984年，『麻山地區日本人公墓』遷移至此。墓中亡者多無姓名，經各方努力，蒐集部分，故今將墓中亡者姓名刻錄，一為告之日本後人，其先人長眠於此，勿以忘之；二為展示人類至善大愛乃人性之根本；三為前事不忘，後世之師，反思戰爭之危害，昭示和平之可貴。故立此名錄，以警世人。
名录墙最左侧文字
五千魂魄寄侨乡

历史堪沉痛
名录墙最右侧文字
亿万世人观陵寝

心灵宜记铭

### 中国养父母逝者名录墙
中國養父母逝者名錄牆序言全文：
1945年秋冬之際，日本開拓團民罹受戰敗之因，撤離方正，多有幼童棄於此處，淪為遺孤，其羸弱之體難抵飢寒露宿之勢。方正父老不以其為敵國之後而漠然，而以炎黃傳承之禮拯救其於水火。經年數月，含辛茹苦，勝若己出，窮己所能撫其成長，並忍生離之痛送其回扶桑故里。烏鴉反哺，羔羊跪乳，是有遺孤遠籐勇建立中國養父母公墓，以彰養育之恩，天地難酬之情。為彰表養父母養育之功，盡顯其不計怨恨之德，故將養父母名字刻錄其上，流芳於世，以育後人。

## 被毁事件
2011年8月，方正县中日友好园林内新竖立标有“日本开拓团民亡者名录”字样的名录墙之事被媒体披露引起中国舆论争议。2011年8月3日，网名分别为“湘军五百”、“飞天燕子”、“梁智”、“飞天”、“韩忠”的五人对该名录墙进行了破坏。3日下午，五人绕开看守警察，进行入中日友好园林的公墓区域。避开现场的八名看护人员后，用小铁锤将名录墙砸出小坑，后用红色油漆泼洒墙体，估计墙体受染面积约30%。事发后五人被方正县警方带走，接受讯问后释放。
方正县政府称，五名网民被带至公安局后，“警方向他们澄清了事实，说服教育，并带到了公墓，不仅看了日本人公墓，看了中国养父母的公墓，还看了纪念馆、陈列馆，在进行所谓的说服教育之后，这几个人表示歉意，并被警方护送出了方正境内。”，一位当事网友则否认了上述说法，稱情況是五人拒绝在讯问笔录上签字后，一直与警察聊天，至晚上九时许，在警方护送下离开方正县。同时这名网友表示“他们给侵略者立碑，对我们说服教育还不够格”。

## 后续
2011年8月4日，赴方正县采访的记者报道，“当地警方将现场封锁，不允许外人进入”。同时方正县外事办主任王伟新接受记者采访时表示，方正设立名录墙的目的是为了展示日本侵华历史，体现人道主义关怀。王伟新说：“我们建这面墙，是为了让世人看到日本军国主义和法西斯主义的罪行，让人们看到中华民族博大的胸怀和伟大的人道主义精神。”
同月5日报道称日本並未要求此事，日本国驻沈阳领事馆副领事秋山普纪在8月4日表示，日本政府从未为建碑提供过资金支持或亡者名单材料。建立石碑是方正县政府的行为，与日本政府无关。
8月6日，日本开拓团民亡者名录墙已经被拆除。中日友好园林中写有“中日友好友谊长存之树 为纪念柏崎村开拓团”的标志亦被拆除。有网友表示，8月5日中日友好园林戒备森严，“现场当时警察很多，没有他们的允许根本就进不去”。同时当地出租车司机亦表示已被方正县政府要求不得载客去名录墙所在的中日友好园林。

## 评价

### 負面
- 杨澜：“树碑本身是有祭奠崇敬之意的，不等同于记录历史。能想像在奥斯威辛集中营树一块纳粹屠夫的碑吗？荒唐！”[9]
- 钱文忠：“乱世出妖孽！这帮人是不想进祖坟了！”[9]
- 抗战史研究学者，《军营文化天地》主编余戈认为，方正县改变了1963年建公墓时确定的中性称谓，让“开拓团”这一侵略殖民色彩的称谓直接刻入碑墙之上，属于突破历史政治外交尺度的行为：“方正县开了一个前所未有的恶例。”“目前国内抗日阵亡将士纪念碑，有几个有名单的？方正县费尽心力为侵略者找名单，这是多么大的反差，多强烈的自辱？”。“GDP至上，也不能不顾良知与良心，为了政绩就肆意歪曲历史，这样的发展，是当婊子立牌坊式的发展。”“方正县所发现的三件东北抗日联军文物，一件为赵尚志部队在1940年8个月间被日军杀害人员的记录，文末写道‘等候期共产党来给我们报血仇’（原文如此）。可抗联烈士们等到了什么？难道是‘开拓团碑’？”[9][1]
- 作家方军认为，这是原则性的错误：“救助战争遗孤，因为犯罪的是他们的父辈，而不是他们，这是人道主义的情怀，可为侵略者立碑，这就是立场问题。”“首先，中国人民在抗战中付出了巨大牺牲，我们是受害者，不是加害者，为什么要我们来反省？这是本末倒置、颠倒黑白。第二，许多‘开拓团’成员并没谢罪，他们至死仍坚持军国主义的立场，直到今天，他们中一些人仍不肯承认他们是侵略者，而是将这段历史轻描淡写成‘进出中国’。”[1]